# Jean Tijou

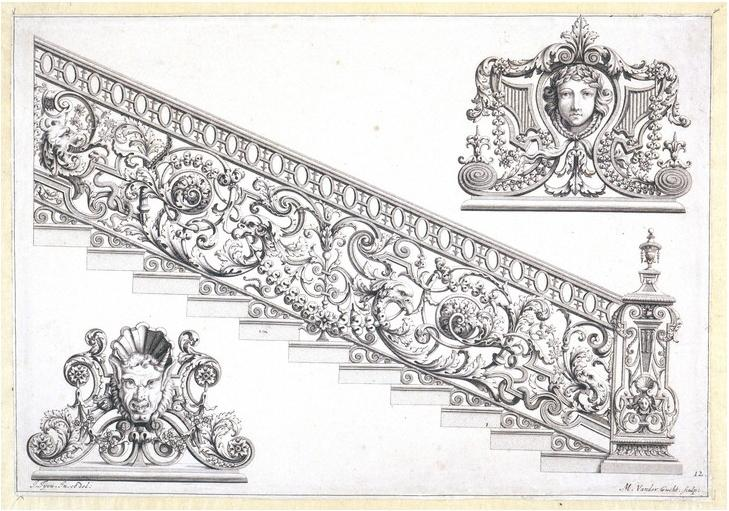
Impression de Jean Tijou en 1693 ; V&A Museum no. 25082:9

Jean Tijou est un ferronnier d'art français huguenot ayant œuvré principalement en Angleterre au tournant du XVIIIe siècle, notamment sur plusieurs édifices baroques emblématiques. 

## Biographie
Si les éléments essentiels de sa biographie ne sont pas connus avec précision, on sait qu'il arrive en Angleterre aux alentours de 1689 et devient le protégé de Guillaume III et Marie II d'Angleterre pour lesquels il réalise les portails et les rampes du château de Hampton Court. Il produit également différentes travaux à la cathédrale Saint-Paul de Londres, notamment les grilles, pour Sir Christopher Wren et travaille sur des projets de villas à la campagne, notamment à Easton Neston house, Burghley House et Chatsworth House. Dans ce dernier lieu, une partie de ses réalisations ont survécu, notamment la balustrade supérieure de l'escalier d'honneur et l'ensemble des portes connues comme les Golden Gates ou « Portes dorées », qui ont été déplacées à leur emplacement actuel à l'entrée nord du parc au cours du XIXe siècle. Tijou a publié son Nouveau liure de desseins, inventé et dessiné par Jean Tijou : contenant, plusieurs sortes d'ouvrages de fer comme, portes, frontispices, balcons, rampes, d'escaliers, panneaux... à Londres en 1693 et a continué à travailler en Angleterre jusqu'en 1711 environ.

## Galerie

### Au château de Hampton Court

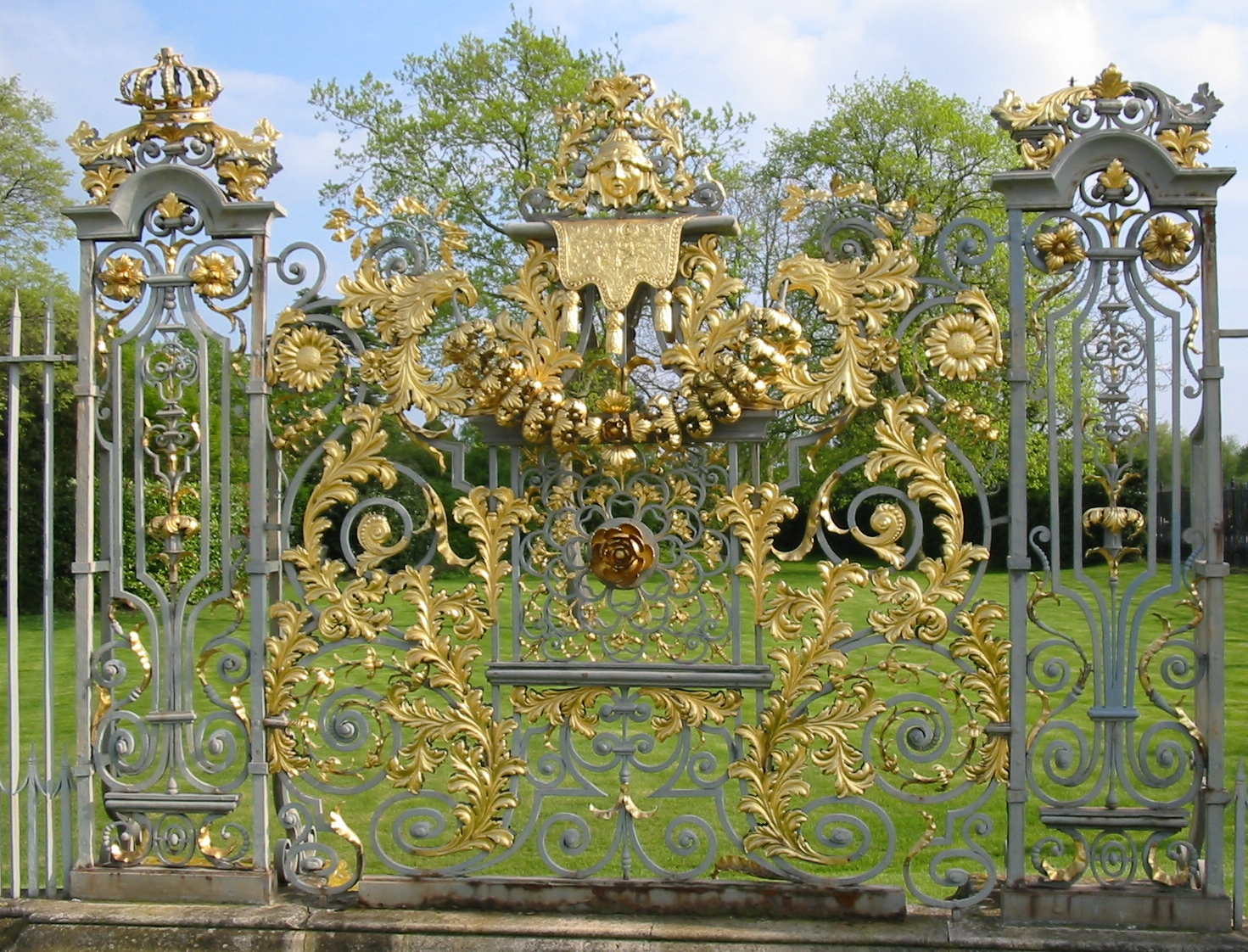
L'Angleterre
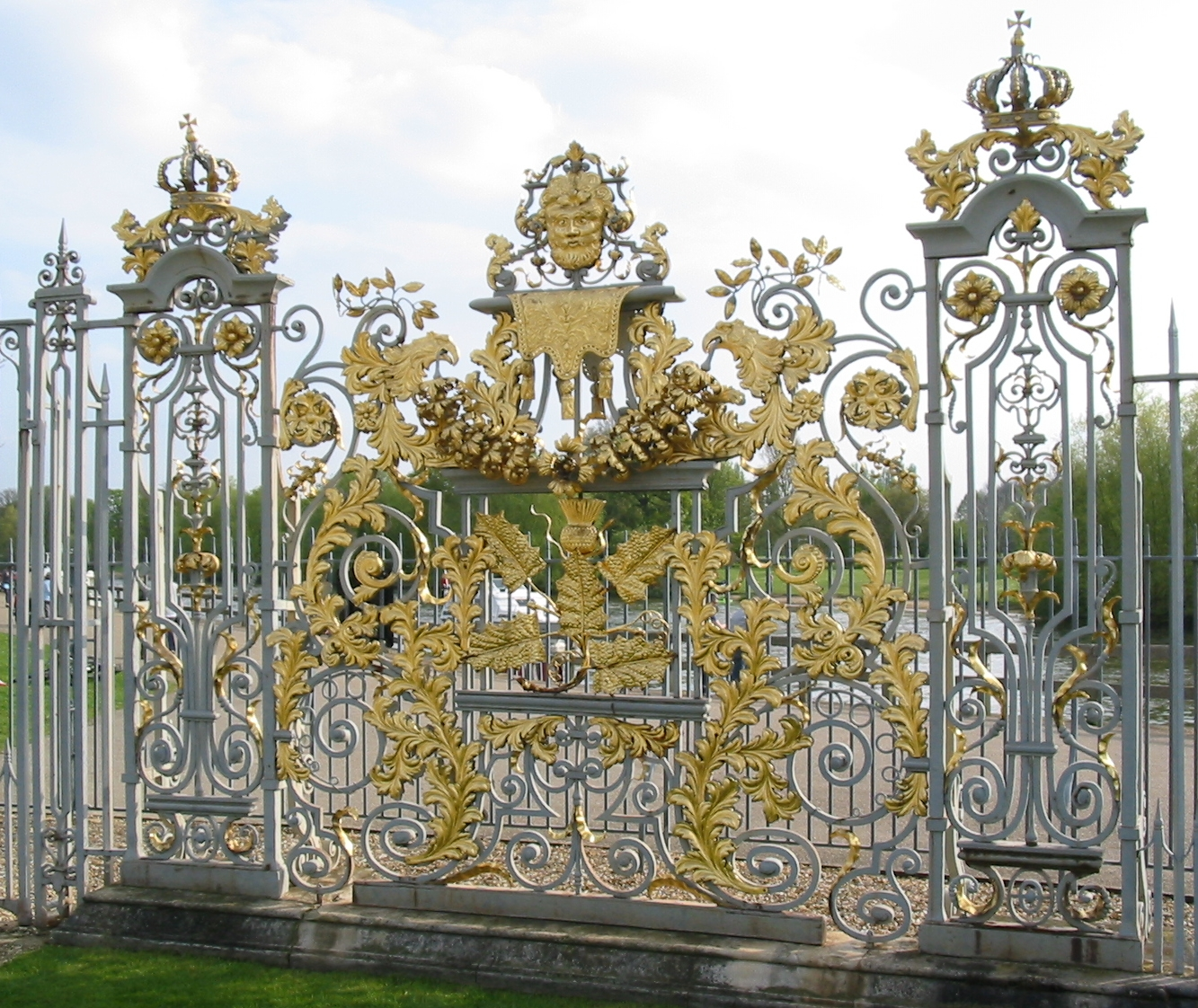
L'Écosse
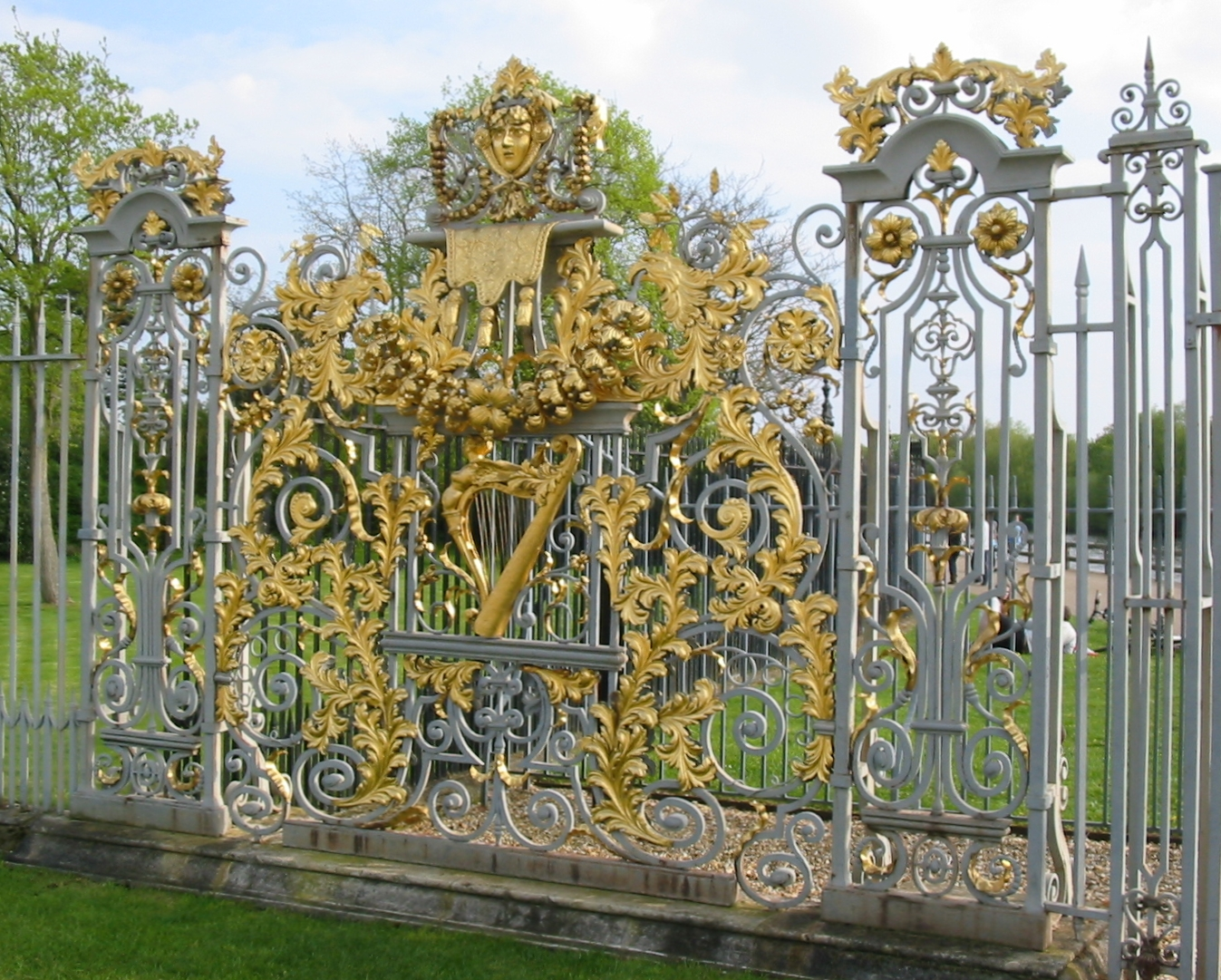
L'Irlande
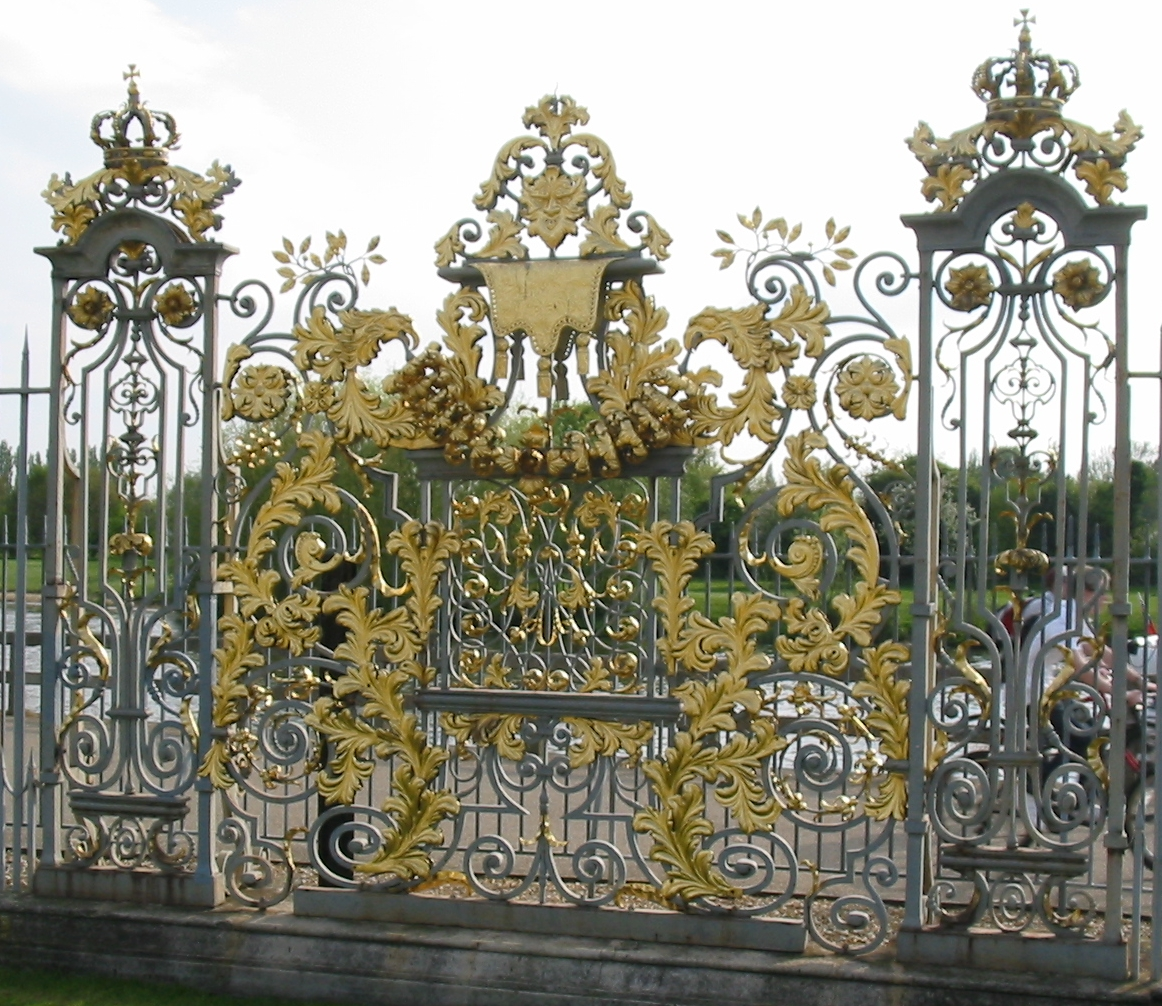